# Micropterix schaefferi
Micropterix schaefferi  es una especie de lepidóptero de la familia Micropterigidae.

## Distribución geográfica
Se encuentra en la zona central de Europa, en particular en Hungría y la República Checa. Habita en espacios abiertos, cercanos a bosques de coníferas.